# Nazionale maschile di calcio della Mongolia
La nazionale di calcio della Mongolia (Монголын хөлбөмбөгийн үндэсний шигшээ баг) è la rappresentativa calcistica della Mongolia, posta sotto l'egida della Mongolian Football Federation ed affiliata all'AFC.
La nazionale fu fondata nel 1959, ma dal 1960 al 1998 non giocò alcun incontro internazionale.  Tra i giocatori più celebri c'è Bayasgalan Garidmagnai.
Occupa la 183ª posizione del ranking FIFA.

## Partecipazioni ai tornei internazionali

### Partecipazioni ai Mondiali di calcio
- Dal 1930 al 1958 - Squadra non esistente
- Dal 1962 al 1998 - Non partecipante
- Dal 2002 al 2026 - Non qualificata

### Partecipazioni alla Coppa d'Asia
- Dal 1956 al 1996 - Non partecipante
- 2000 - Non qualificata
- 2004 - Non qualificata
- 2007 - Non partecipante
- Dal 2011 al 2023 - Non qualificata

### AFC Challenge Cup
- 2006 - Esclusa
- 2008 - Ritirata
- 2010 - Non qualificata
- 2012 - Non qualificata
- 2014 - Non qualificata

### Coppa dell'Asia orientale
- 2003 – Non qualificata
- 2005 – Non qualificata
- 2008 – Non qualificata
- 2010 – Non qualificata
- 2013 – Ritirata
- 2015 – Non qualificata
- 2017 – Non qualificata

## Calendario e ultimi risultati importanti
Coppa dell'Asia orientale 2017, primo turno preliminare
| Data           | Luogo                               | Avversario                    | Risultato |
| -------------- | ----------------------------------- | ----------------------------- | --------- |
| 30 giugno 2016 | GFA National Training Center Dededo | Macao                         | 2–2       |
| 2 luglio 2016  | GFA National Training Center Dededo | Taipei cinese                 | 0–2       |
| 4 giugno 2016  | GFA National Training Center Dededo | Isole Marianne Settentrionali | 8-0       |

Qualificazioni asiatiche alla Coppa del Mondo 2022, secondo turno, girone F
| Data          | Luogo                     | Avversario   | Risultato |
| ------------- | ------------------------- | ------------ | --------- |
| 25 marzo 2021 | Pamir Stadium Dušanbe     | Tagikistan   | 0-3       |
| 30 marzo 2021 | Fukuda Denshi Arena Chiba | Giappone     | 0-14      |
| 7 giugno 2021 | Stadio Nagai Osaka        | Kirghizistan | 1-0       |

## Commissari tecnici
| Nome                             | Nazionalità                 | Periodo                      | Partite                                    | Vittorie                                   | Pareggi                                    | Sconfitte                                  | % Vittorie                                 |
| -------------------------------- | --------------------------- | ---------------------------- | ------------------------------------------ | ------------------------------------------ | ------------------------------------------ | ------------------------------------------ | ------------------------------------------ |
| Pavel Aleksandrovich Sevastyanov | Unione Sovietica (bandiera) | 1958 – 1960                  | ?                                          | ?                                          | ?                                          | ?                                          | ?%                                         |
|                                  |                             | 1961 – 1992, 1994 – 1997     | La nazionale della Mongolia non era attiva | La nazionale della Mongolia non era attiva | La nazionale della Mongolia non era attiva | La nazionale della Mongolia non era attiva | La nazionale della Mongolia non era attiva |
| Lkhamsürengiin Dorjsüren         | Mongolia (bandiera)         | 1993, 1998                   | ?                                          | ?                                          | ?                                          | ?                                          | ?%                                         |
| Luvsandorjiin Sandagdorj         | Mongolia (bandiera)         | febbraio 1999 – gennaio 2000 | ?                                          | ?                                          | ?                                          | ?                                          | ?%                                         |
| Ishdorjiin Otgonbayar            | Mongolia (bandiera)         | gennaio 2000 – gennaio 2011  | 31                                         | 7                                          | 4                                          | 21                                         | 17%                                        |
| Sandagdorjiin Erdenebat          | Mongolia (bandiera)         | gennaio 2011 – luglio 2014   | 4                                          | 2                                          | 0                                          | 2                                          | 50%                                        |
| Vojislav Bralušić                | Serbia (bandiera)           | luglio 2014 – gennaio 2015   | 3                                          | 1                                          | 0                                          | 2                                          | 33.4%                                      |
| Sanjmyataviin Purevsukh          | Mongolia (bandiera)         | gennaio 2015 – maggio 2016   | 5                                          | 1                                          | 1                                          | 3                                          | 20%                                        |
| Zorigtyn Battulga                | Mongolia (bandiera)         | maggio 2016                  | 3                                          | 1                                          | 1                                          | 1                                          | 33%                                        |
| Toshiaki Imai                    | Giappone (bandiera)         | ottobre 2016 – gennaio 2017  | 3                                          | 1                                          | 0                                          | 2                                          | 33%                                        |
| Michael Weiss                    | Germania (bandiera)         | gennaio 2017 – oggi          | 5                                          | 2                                          | 1                                          | 2                                          | 40%                                        |

## Rosa attuale
Lista dei giocatori convocati per le gare amichevoli contro la Cambogia del 7 ed 11 giugno 2024.
Presenze e reti aggiornate al 25 marzo 2024, dopo la partita contro l'Tanzania.
|  | P | Ariunbold Batsaikhan      | 3 aprile 1990    | 14 | -23 | Khangarid                 |  |  |
|  | P | Arvinbat Mendbayar        | 2 gennaio 2001   | 0  | 0   | Deren                     |  |  |
|  |   |                           |                  |    |     |                           |  |  |
|  | D | Mönkh-Orgil Orkhon        | 30 gennaio 1999  | 23 | 1   | Deren                     |  |  |
|  | D | Dölgöön Amaraa            | 20 febbraio 2001 | 17 | 1   | Ulaanbaatar               |  |  |
|  | D | Bat-Orgil Gerelt-Od       | 23 gennaio 2002  | 11 | 0   | Ulaanbaatar               |  |  |
|  | D | Bayartsengel Purevdorj    | 26 gennaio 1997  | 11 | 0   | Khangarid                 |  |  |
|  | D | Batbaatar Amgalanbat      | 21 gennaio 2001  | 6  | 0   | Ulaanbaatar               |  |  |
|  | D | Uuganbat Bat-Erdene       | 9 febbraio 1997  | 6  | 0   | Deren                     |  |  |
|  | D | Tuvshinjargal Dölgöön     | 17 gennaio 2003  | 4  | 0   | Deren                     |  |  |
|  | D | Filip Chinzorig           | 13 febbraio 2003 | 3  | 0   | Ulaanbaatar               |  |  |
|  | D | Khashchuluun Naranbaatar  | 5 agosto 2004    | 3  | 0   | Deren                     |  |  |
|  |   |                           |                  |    |     |                           |  |  |
|  | C | Tsend-Ayuush Khürelbaatar | 21 febbraio 1990 | 42 | 1   | Tuv Azarganuud (Capitano) |  |  |
|  | C | Baljinnyam Batmönkh       | 10 dicembre 1999 | 7  | 0   | Deren                     |  |  |
|  | C | Gantogtokh Gantuya        | 30 novembre 1995 | 7  | 0   | Ulaanbaatar               |  |  |
|  | C | Mönkhbaatar Togoo         | 20 novembre 1999 | 4  | 0   | Khoromkhon                |  |  |
|  | C | Gan-Erdene Erdenebat      | 24 agosto 2005   | 1  | 0   | Deren                     |  |  |
|  | C | Batmönkh Baljinnyam       | 10 dicembre 1999 | 2  | 0   | Deren                     |  |  |
|  | C | Tsetsegmaa Bilgüün        |                  | 0  | 0   | Khangrid                  |  |  |
|  | C | Tumen-Ulzii Sodbilguun    | 19 giugno 2005   | 0  | 0   | BCH Lions                 |  |  |
|  |   |                           |                  |    |     |                           |  |  |
|  | A | Naranbold Nyam-Osor       | 22 febbraio 1992 | 29 | 8   | Deren                     |  |  |
|  | A | Oyunbaataryn Mijiddorj    | 22 agosto 1996   | 15 | 1   | Ulaanbaatar               |  |  |
|  | A | Ganboldyn Ganbayar        | 3 settembre 2000 | 12 | 2   | KFC Komárno               |  |  |
|  | A | Temulen Uuganbat          | 7 maggio 2005    | 5  | 0   | Deren                     |  |  |
|  | A | Ankhbayar Sodmönkh        | 7 ottobre 2004   | 3  | 0   | Brera Ilch                |  |  |